# Засинцевский сельсовет
Засинцевский сельсовет — административная единица на территории Ельского района Гомельской области Республики Беларусь. Административный центр — агрогородок Засинцы.

## Состав
Засинцевский сельсовет включает 12 населённых пунктов:
- Гриши — деревня.
- Засинцы — агрогородок.
- Казимировка — деревня.
- Капсаны — деревня.
- Ковали — деревня.
- Козлы — деревня.
- Подгалье — агрогородок.
- Серые — деревня.
- Сугаки — деревня.
- Шатуны — деревня.
- Шуты — деревня.
- Якимы — деревня.